# Мариана Василова
Мариана Василова е сред най-изявените български феномени в парапсихологията, както и сред първите биопсихолози в България с редица изяви и признания от цял свят.

## Биография

### Образование
Благодарение на забележителните си способности завършва с отличие курса на Кубрат Томов, като същевременно специализира и при Джуна. Дипломира се с висше образование, със специалност психология, в град Благоевград. Завършва Академията по традиционна китайска медицина при професор В. А. Ионичевский, а след това започва работа в международен екип ръководен от академик Е. В, Золотов.

### Практика
От 1988 г. тя започва да работи като биоенерготерапевт в град Видин, като държавата ѝ предоставя собствен кабинет в местната окръжна болница. От 1999 година живее в Сърбия, където наред с личната си практика работи по съвместен проект с Г. Милекич (1958 – 2006), един от малкото световно признати астролози в областта на био- и мунданната астрология. В началото на 90-те години живее и практикува в Република Македония, Румъния, а след това и в Турция, като интензивно изнася редица семинари и лекции в Русия, Белгия, Холандия и Швеция.

### Награди и отличия
Наградена е с призовото отличие „Здраве на Балканите“, учредена от фондация „Марина“, Сърбия. Носител е на почетно отличие „Заслужил работник“ за изключителен принос в здравеопазването на град Тула. Има написани трудове в областта на трансперсоналната психология, както и успешно доказана практика в зоопсихологията.
От 2011 г. живее и работи в България, в Бургас.